# Střeziměř
Střeziměř je malá vesnice a část města Klatovy ve stejnojmenném okrese v Plzeňském kraji. Nachází se asi 7,5 kilometru jižně od Klatov. Střeziměř je také název katastrálního území o rozloze 4,92 km². V katastrálním území Střeziměř leží i Dobrá Voda.

## Historie
Ves vznikla přibližně ve 14. století. Nacházela se v ní tvrz, o které je první písemná zmínka z roku 1360, kdy tu sídlil Volkmar. V roce 1379 po něm statek získali Čachrovští. Konkrétně Jan. Mezi léty 1420–1433 patřila ves Loubským z Lub. V roce 1546 prodáno Mikuláši Štěnovskému z Kadova. Po jeho synovi Sezimovi zdědily Střeziměř dcery Voršila a Anna a roku 1635 ji prodaly Bohuslavu Vidršpergárovi z Vidršperka. Po roce 1649 koupil statek Jan Jaroslav ze Širdingu a v roce 1663 již vlastnil Vilém Albrecht Krakovský z Kolovrat. Střeziměř byla následně připojena k týneckému panství, k němuž patřila až do konce feudalismu.

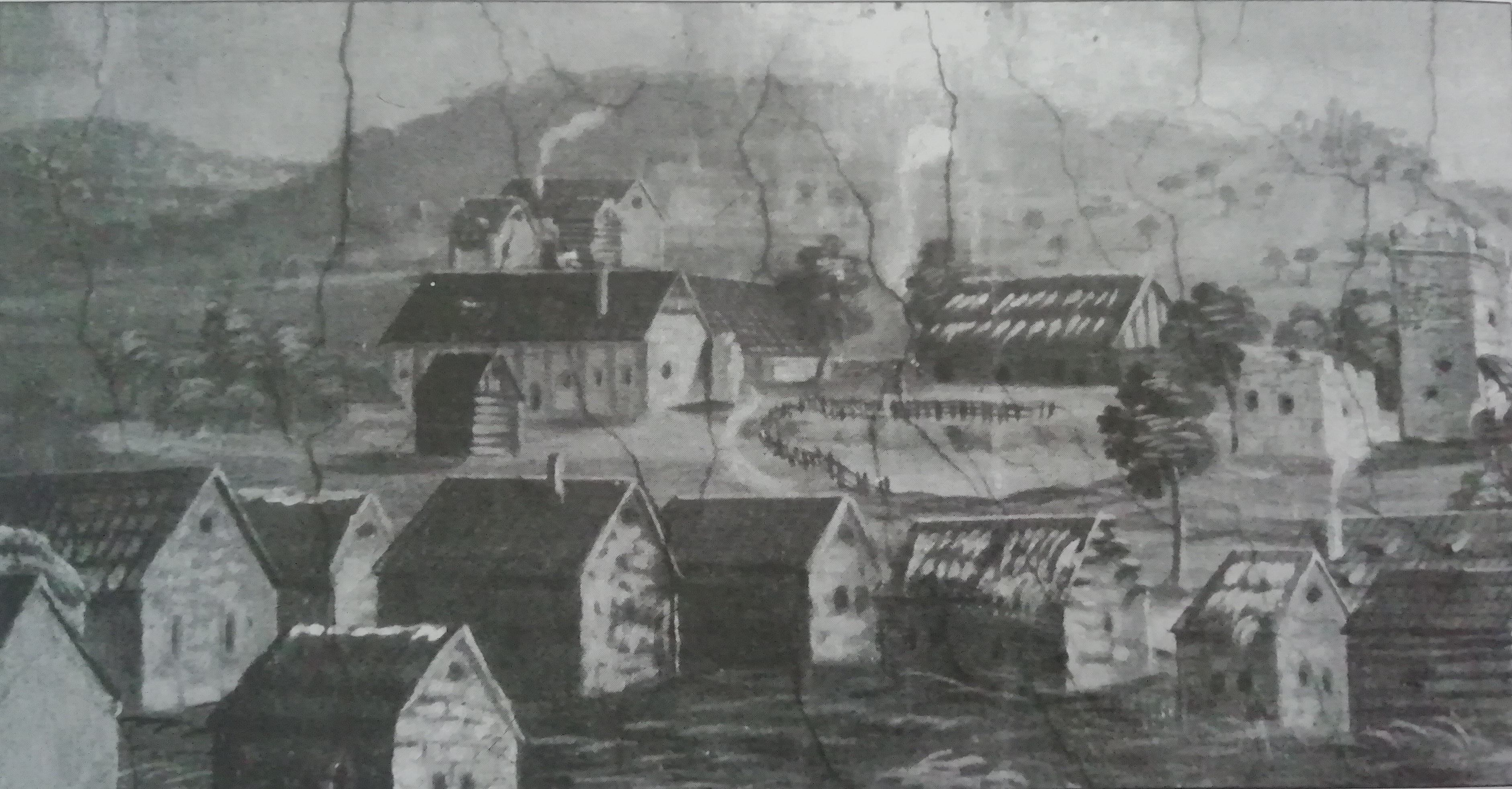

Střeziměřské panské sídlo vzniklo kolem poloviny 14. století v severovýchodní části vsi. Jeho částečnou podobu zachytila veduta ze druhé poloviny 18. století, namalovaná na zeď tzv. zeleného pokoje týneckého zámku. Poblíž trojkřídlého poplužního dvora jsou rozloženy zříceniny několika budov, především věžovité stavby, dále patrové stavení a další budovy s průjezdem. Zbytky tvrze byly v průběhu 19. století rozebrány obyvateli na stavební materiál a tvrziště poté ve dvacátých letech 20. století rozvezeno. Dnes je v jeho místech sad, louka a rybník.

## Přírodní poměry
Nejvyšším bodem katastrálního území je vrch Boudovka (729 metrů), na kterém bývala raketová základna. Na jejím úbočí pramení Srbický potok, který protéká vesnicí.

## Obyvatelstvo
| Rok            | 1869 | 1880 | 1890 | 1900 | 1910 | 1921 | 1930 | 1950 | 1961 | 1970 | 1980 | 1991 | 2001 | 2011 | 2021 |
| -------------- | ---- | ---- | ---- | ---- | ---- | ---- | ---- | ---- | ---- | ---- | ---- | ---- | ---- | ---- | ---- |
| Počet obyvatel | 168  | 200  | 178  | 179  | 197  | 178  | 170  | 110  | 113  | 81   | 76   | 66   | 53   | 65   | 67   |
| Počet domů     | 22   | 24   | 25   | 23   | 24   | 23   | 28   | 28   | 33   | 24   | 25   | 27   | 29   | 29   | 33   |

## Obecní správa
Při sčítání lidu v letech 1850–1920 Střeziměř byla osadou obce Křištín v okrese Klatovy. V letech 1921–1975 byla samostatnou obcí v okrese Klatovy. Od 1. ledna 1976 do 30. června 1985 byla částí obce Chlistov v okrese Klatovy. Od 1. července 1985 je částí města Klatovy ve stejnojmenném okrese. Poté se Chlistov opět osamostatnil, ale Střeziměř již zůstala součástí Klatov. V letech 1921–1975 k obci patřila Dobrá Voda a od 1. července 1975 do 31. prosince 1975 také Křištín.

## Společnost
Ve vesnici je aktivní sbor dobrovolných hasičů, který byl založen v roce 1927. SDH Střeziměř je již několik let pravidelným účastníkem Pošumavské Hasičské Ligy okresu Klatovy. V lize se tým umístil 3× na třetím místě a to v letech 2010, 2013 a 2015. Dále se soutěžnímu týmu SDH Střeziměř povedlo 4x vyhrát okresní kolo a to v letech 2014, 2015, 2016 a 2023. V roce 2018 to bylo druhé místo a v roce 2022 místo třetí. Mezi další úspěch lze zařadit titul Vládci Severu – Ice Cup 2016. Hasičský sbor v obci pořádá stavění máje, výlovy a akce pro děti.  
V obci je aktivní Jednotka Sboru Dobrovolných Hasičů zařazená v kategorii JPO/5, která disponuje dopravním automobilem DA-12 Avia A30, PS 12 a kalovým čerpadlem.

## Pamětihodnosti
- Kaple vedle hasičské zbrojnice
- Křížek u čp. 16
- Pomník obětem první světové války